# Karsten Gaede
Karsten Gaede (* 25. Juni 1976 in Aschersleben) ist ein deutscher Rechtswissenschaftler und Hochschullehrer.

## Leben
Gaede studierte Rechtswissenschaft an der Universität Leipzig und erwarb 2001 das Erste Staatsexamen. Danach war er als wissenschaftlicher Assistent von Wolfgang Wohlers an der Universität Zürich tätig. Dort wurde er 2005 mit einer Arbeit über Fairness als Teilhabe – das Recht auf konkrete und wirksame Teilhabe durch Verteidigung gemäß Art. 6 EMRK promoviert. Die Arbeit wurde 2006 mit dem Jahrespreis der rechtswissenschaftlichen Fakultät der Universität Zürich für die beste Promotion ausgezeichnet. 2007 legte er das Zweite Staatsexamen am Hanseatischen Oberlandesgericht ab. Im Anschluss war Gaede als wissenschaftlicher Assistent von Frank Saliger an der Bucerius Law School tätig. Ab 2010 hatte er dort eine Juniorprofessur für deutsches und europäisches Strafrecht und Strafverfahrensrecht inne. 2014 habilitierte er sich ebendort mit einer Arbeit zum Steuerbetrug. Im selben Jahr wurde er im Wege einer Hausberufung zum ordentlichen Professor an der Bucerius Law School ernannt. Er übernahm den Lehrstuhl Strafrecht II (Deutsches, europäisches und internationales Strafrecht und Strafprozessrecht, einschließlich Medizin-, Wirtschafts- und Steuerstrafrecht). 2016 lehnte Gaede einen Ruf auf die W3-Professur für Strafrecht und Strafprozessrecht der Humboldt-Universität zu Berlin ab.

## Forschung
Gaedes Forschungsschwerpunkte liegen bei den deutschen und europäischen (Justiz-)Grundrechten, im europäischen Strafrecht, Strafverfahrensrecht, Allgemeinen Teil des Strafrechts, Wirtschafts- und Steuerstrafrecht, Medienstrafrecht und der Rechtsphilosophie. Gaede kommentiert unter anderem im Anwaltkommentar und Nomos-Kommentar zum Strafgesetzbuch sowie im Münchener Kommentar zur Strafprozessordnung und im von Ewald Löwe und Werner Rosenberg begründeten Kommentar zur Strafprozessordnung. Er ist Schriftleiter der Onlinezeitschrift für Höchstrichterliche Rechtsprechung zum Strafrecht HRRS.

## Veröffentlichungen (Auswahl)
Als Autor:
- Fairness als Teilhabe. Das Recht auf konkrete und wirksame Teilhabe durch Verteidigung gemäß Art. 6 EMRK. Duncker & Humblot, Berlin 2007, ISBN 978-3-428-12272-1 (Dissertation, Universität Zürich, 2005).
- Limitiert akzessorisches Medizinstrafrecht statt hypothetischer Einwilligung. Müller, Heidelberg 2014, ISBN 978-3-8114-3941-2.
- Der Steuerbetrug. Eine Untersuchung zur Systematisierung der europäisierten Deliktsfamilie des Betruges und zur legitimen Reichweite des notwendig normgeprägten Betrugsunrechts der Steuerhinterziehung. Zugleich ein Beitrag zum Verhältnis von Strafrecht und Verfassungsrecht. Nomos, Baden-Baden 2016, ISBN 978-3-8487-3026-1 (Habilitationsschrift, Bucerius Law School, 2014).

Als Herausgeber:
- mit Frank Meyer und Stephan Schlegel: HRRS-Festgabe für Gerhard Fezer zum 70. Geburtstag. HRRS, Hamburg 2008 (PDF).
- mit Helmut Goerlich, Michael Kahlo und Benno Zabel: Im Zweifel für die Freiheit. Gedächtnisschrift für Manfred Seebode. Berliner Wissenschaftsverlag, Berlin 2015, ISBN 978-3-8305-3434-1.